# زهير بن أبي سلمى
زُهَيْرُ بْنُ أَبِي سُلْمَى رَبِيعَةَ بْنِ رَبَاحٍ المُزَنِيِّ المُضَرِيِّ (520–609 ـم)[بحاجة لمصدر] أحد أشهر شعراء العرب وحكيم الشعراء في الجاهلية وهو أحد الثلاثة المقدمين على سائر الشعراء وهم: امرؤ القيس وزُهير بن أبي سُلْمى والنابغة الذبياني، ويعد أحد رواة الشعر.

## نشأته
- هو: زهير بن أبي سُلمى ربيعة بن رباح بن قرط بن الحارث بن مازن بن ثعلبة بن ثور بن هذمة بن لاطم بن عثمان بن مزينة بن إد بن طابخة بن إلياس بن مضر بن نزار بن معد بن عدنان ، المزني أو المزيني.[3]
- ولد في بلاد غطفان بنواحي المدينة المنورة وكان يقيم في الحاجر (من ديار نجد)،[4] وهو من قبيلة مزينة وكان بنو عبد الله بن غطفان جيرانهم وكذلك بنوة مرة من غطفان. ومن غطفان تزوّج مرّتين. في الأولى تزوّج أم أوفى التي يذكرها في مطلع معلقته:

بعد طلاقه أم أوفى بسبب موت أولاده منها، اقترن زهير بكبشة بنت عمّار الغطفانية ورزق منها بولديه الشاعرين كعب وبجير. ولعلّ البارز في سيرة زهير وأخباره تأصّله في الشاعرية: فقد ورث الشعر عن أبيه وخاله وزوج أمه أوس بن حجر. ولزهير أختان هما الخنساء وسلمى وكانتا أيضاً شاعرتين. وأورث زهير شاعريته لابنيه كعب وبجير، والعديد من أحفاده وأبناء حفدته. فمن أحفاده وحفيده عقبة المضرب بن كعب بن زهير وسعيد الشاعران، ومن أبناء الحفدة الشعراء عمرو بن سعيد والعوّام ابنا عقبة المضرّب.
ويطول الكلام في وراثة زهير الشعر وتوريثه إياه. يكفي في هذا المجال الحوار بينه وبين خال أبيه بشامة بن الغدير المري الذي قال حين سأله زهير قسمة من ماله: "يا ابن أختي، لقد قسمت لك أفضل ذلك وأجزله" قال: "ما هو؟"، قال: شعري ورثتنيه". فقال له زهير: "الشعر شيء ما قلته فكيف تعتدّ به عليّ؟"، فقال له بشامة بن الغدير: "ومن أين جئت بهذا الشعر؟ لعلك ترى أنّك جئت به من مزينة؟ وقد علمت العرب أن حصاتها وعين مائها في الشعر لهذا الحيّ من غطفان، ثم لي منهم وقد رويته عنّي".
فإذا تحوّلنا من شاعرية زهير إلى حياته وسيرته فأول ما يطالعنا من أخباره أنه كان من المعمّرين، بلغ في بعض الروايات نحوا من مئة عام. فقد استنتج المؤرخون من شعره الذي قاله في ظروف حرب داحس والغبراء أنه ولد في نحو السنة 530م[محل شك]. أما سنة وفاته فتراوحت بين سنة 611 [محل شك]و 627م [محل شك] أي قبل بعثة النبيّ بقليل من الزمن، وذكرت الكتب أن زهيراً قصّ قبل موته على ذويه رؤيا كان رآها في منامه تنبأ بها بظهور الإسلام وأنه قال لولده: «إني لا اشكّ أنه كائن من خبر السماء بعدي شيء. فإن كان فتمسّكوا به، وسارعوا إليه».

## مكانة زهير في الحجاز
أهل الحجاز والبادية كانوا يقدمون زهيرًا والنابغة، وكان أهل العالية لا يعدلون بالنابغة أحدًا، كما أن أهل الحجاز لا يعدلون بزهير أحدًا

## أقوال عنه
- قيل كان ينظم القصيدة في شهر، ويهذبها في سنة، فكانت قصائده تسمى الحوليات.
- قال التبريزي، أنه أحد الثلاثة المقدمين على سائر الشعراء، وإنما اختلف في تقديم أحد الثلاثة على صاحبيه، والآخران هما امرؤ القيس والنابغة الذبياني.
- وقال الذين فضّلوا زهيراً: زهير أشعر أهل الجاهلية، روى هذا الحديث عكرمة عن أبيه جرير. وإلى مثل هذا الرأي ذهب العباس بن الأحنف حين قال، وقد سئل عن أشعر الشعراء. وقد علّل العبّاس ما عناه بقوله: ألقى زهير عن المادحين فضول الكلام كمثل قوله:

- كان عمر بن الخطاب شديد الإعجاب بزهير، أكد هذا ابن عباس إذ قال: خرجت مع عمر بن الخطاب في أول غزوة غزاها فقال لي: أنشدني لشاعر الشعراء، قلت: "ومن هو يا أمير المؤمنين؟" قال: ابن أبي سُلمى، قلت: وبم صار كذلك؟ قال: لا يتبع حوشي الكلام ولا يعاظل في المنطق، ولا يقول إلا ما يعرف ولا يمتدح أحداً إلا بما فيه". وأيّد هذا الرأي كثرة بينهم عثمان بن عفان، وآخرون.
- واتفقوا على أنّ زهيراً صاحب «أمدح بيت، وأصدق بيت، وأبين بيت».

فالأمدح قوله:
والأصدق قوله:
وأما ما هو أبين فقوله يرسم حدود الحق:
- قال ابن الأعرابي: «كان لزهير من الشعر ما لم يكن لغيره: كان أبوه شاعراً، وخاله شاعراً، وأخته سلمى شاعرة، وابناه كعب وبجير شاعرين، وأخته الخنساء شاعرة.»
- قال بعضهم معلّقاً: لو أن زهيراً نظر في رسالة عمر بن الخطاب إلى أبي موسى الأشعري ما زاد على قوله المشار إليه، ولعلّ محمد بن سلام الجمحي أحاط إحاطة حسنة بخصائص شاعرية زهير حين قال: «من قدّم زهيراً احتجّ بأنه كان أحسنهم شعراً وأبعدهم من سخف، وأجمعهم لكثير من المعاني في قليل من الألفاظ، وأشدّهم مبالغة في المدح، وأكثرهم أمثالاً في شعره».

### بعض الآراء في دواوينه
لزهير ديوان شعر عني الأقدمون والمحدثون بشرحه. وأبرز الشّراح الأقدمين الأعلم الشنتمري. وفي طليعة من حقّق ديوان زهير حديثاً المستشرق لندبرغ في ليدن سنة 1881م. ويدور شعر الديوان في مجمله حول المدح والفخر ودور زهير في ظروف حرب السباق، وتتوّج الحكمة هذا الشعر بهالة من الوقار تعكس شخصية الشاعر الحكيم.
وقد اهتم المستشرقون الغربيون بشعراء المعلقات وأولوا اهتماماً خاصاً بالتعرف على حياتهم، فقد قالت (ليدي آن بلنت) وقال (فلفريد شافن بلنت) عن زهير بن أبي سلمى في كتاب لهما عن المعلقات السبع صدر في بداية القرن العشرين: شخصية زهير نقيض لإمرئ القيس وطرفة. كان امرؤ القيس وطرفة رجلين طائشين وحياتهما غير منضبطة، وماتا ميتة عنيفة في عز شبابهما. بينما عاش زهير حياة طويلة ونال احترام الجميع لحكمته وأخلاقه العالية ولم يكن بحاجة للآخرين. عاصر الشاعرين المذكورين في مولده، لكنه قارب أيام ظهور الإسلام. يقال إنه في سن التسعين جاء إلى النبي فاستعاذ منه وقال: «اللهم أعذني من شيطانه» قول قامت عليه تعاليم بعض علماء المسلمين الذين قالوا بفكرة إن الوحي نزل على الرسول بالقرآن، وكذلك كان لكل شعراء الجاهلية شيطانٌ يوحي لهم بما يقولون. لا يختلف هذا عن إيمان المسيحيين الأوائل الذين أكدوا على أن أصوات الشياطين كانت تخرج من أفواه كهنة الوثنيين. يضاف أنه بعد نصيحة الرسول لزهير لم ينظم الشعر. ويقال إن الخليفة عمر بن الخطاب قال إن زهير كان أَشعر الشعراء.
ذكر ابن العربي إن زهير كان له ابن يدعى سالم، كان في غاية الوسامة حتى إن امرأة عربية قالت عندما رأته قرب نبع ماء على صهوة جواده مرتدياً عباءة مخططة بخطين «لم أر حتى يومنا مثيلاً لهذا الرجل ولا هذه العباءة ولا هذا الجواد». فجأة تعثر الجواد وسقط، فدقت عنقه وعنق راكبه.
وقال عنه ويليام ألكسندر كلوستون في كتاب من تحريره عن الشعر العربي: «تميز زهير بن أبي سلمى منذ نعومة أظفاره بنبوغه الشعري».

## أخبار عنه
من الأخبار المتّصلة بتعمير زهير أن النبي محمد نظر إليه "وله مائة سنة" فقال: اللهم أعذني من شيطانه"، فما لاك بيتاً حتى مات. وأقلّ الدلالات على عمره المديد سأمه تكاليف الحياة، كما ورد في المعلّقة حين قال:
والمتعارف عليه من أمر سيرته صدق طويته، وحسن معشره، ودماثة خلقه، وترفعه عن الصغائر، وأنه كان عفيف النفس، مؤمناً بيوم الحساب، يخاف لذلك عواقب الشرّ. ولعلّ هذه الأخلاق السامية هي التي طبعت شعره بطابع الحكمة والرصانة، فهو أحد الشعراء الذين نتلمس سريرتهم في شعرهم، ونرى في شعرهم ما انطوت عليه ذواتهم وحناياهم من السجايا والطبائع. وأكثر الباحثين يستمدّ من خبر زهير في مدح هرم بن سنان المري الغطفاني البيّنة التي تبرز بجلاء هذه الشخصية التي شرفتها السماحة والأنفة وزيّنها حبّ الحق والسّداد فقد درج زهير على مدح هرم بن سنان المري الغطفاني والحارث بن عوف الذبياني الغطفاني لمأثرتهما في السعي إلى إصلاح ذات البين بين عبس وذبيان بعدحرب داحس والغبراء التي استمرّت طويلاً بينهما.
وكان هذان السيّدان من أشراف بني ذبيان قد أديا من مالهما الخاص ديّات القتلى من الفريقين، وقد بلغت بتقدير بعضهم ثلاثة آلاف بعير. قيل إن هرماً حلف بعد أن مدحه زهير أن لا يكف عن عطائه، فكان إذا سأله أعطاه، وإذا سلّم عليه أعطاه. وداخل زهير الاستحياء، وأبت نفسه أن يمعن في قبول هبات ممدوحه، فبات حين يراه في جمع من القوم يقول «عموا صباحاً غير هرم، وخيركم استثنيت».
ذكر أن ابن الخطاب قال لواحد من أولاد هرم: «أنشدني بعض مدح زهير أباك»، فأنشده، فقال الخليفة: «إنه كان ليحسن فيكم القول»، فقال: «ونحن والله كنّا نحسن له العطاء»، فقال عمر بن الخطاب: «قد ذهب ما أعطيتموه وبقي ما أعطاكم». حيث خلد هرم بن سنان بفضل مديح زهير الصادق ومنه قوله:

## قصة المعلقة
نظم زهير معلقته لما آلت إليه حرب داحس والغبراء، وذلك في مديح الحارث بن عوف المري وهرم بن سنان المري الغطفاني صانعي السلام.
كانت أم أوفى التي ذكرها في مطلع المعلقة زوجة زهير الأولى التي طلقها بسبب غيرتها وندم لاحقاً على فعلته. مات كل الأبناء التي أنجبتهم صغار السن. أنجبت زوجته الثانية ولدين: كعب وهو الصحابي من نظم قصيدة البردة الشهيرة والمعروفة في الشرق بمطلع «بانت سعاد فقلبي اليوم متبول» وألقاها في حضرة النبي محمد ﷺ (630 ميلادية) عندما دخل الإسلام، والابن الثاني بجير وكان من أوائل من دخل الإسلام.

## وصلات خارجية
- زهير بن أبي سلمى على موقع الموسوعة البريطانية (الإنجليزية)
- زهير بن أبي سلمى على موقع ميوزك برينز (الإنجليزية)

=
- ديوان زهير بن ابي سلمى في بوابة الشعراء